# 1907-es olasz labdarúgó-bajnokság (első osztály)
Az olasz labdarúgó-bajnokság 1907-es szezonja volt a 10. kiírás. A győztes az Milan Cricket and Football Club lett. Ez volt a klub harmadik bajnoki címe.

## Selejtezők

### Piedmont
| 1. csapat | Eredmény | 2. csapat | 1. mérk. | 2. mérk. |
| --------- | -------- | --------- | -------- | -------- |
| Torino    | 6–2      | Juventus  | 2–1      | 4–1      |

### Liguria
| 1. csapat    | Eredmény | 2. csapat | 1. mérk. | 2. mérk. |
| ------------ | -------- | --------- | -------- | -------- |
| Andrea Doria | 4–2      | Genoa     | 1–1      | 3–1      |

### Lombardia
| 1. csapat | Eredmény | 2. csapat   | 1. mérk. | 2. mérk. |
| --------- | -------- | ----------- | -------- | -------- |
| Milan     | 7–0      | US Milanese | 6–0      | 1–0      |

## Csoportkör

### A bajnokság végeredménye
|    | Csapat       | M | Gy | D | V | Rg–Kg | Gk | P |
| -- | ------------ | - | -- | - | - | ----- | -- | - |
| 1. | Milan        | 4 | 2  | 2 | 0 | 10–3  | +7 | 6 |
| 2. | Torino       | 4 | 1  | 3 | 0 | 5–3   | +2 | 5 |
| 3. | Andrea Doria | 4 | 0  | 1 | 3 | 0–9   | -9 | 1 |

### Eredmények
| 1. csapat    | Eredmény | 2. csapat    |
| ------------ | -------- | ------------ |
| Andrea Doria | 0–0      | Torino       |
| Torino       | 1–1      | Milan        |
| Milan        | 5–0      | Andrea Doria |
| Milan        | 2–2      | Torino       |
| Andrea Doria | 0–2      | Milan        |
| Torino       | 2–0      | Andrea Doria |

| Az 1907-es olasz labdarúgó-bajnokság győztese: |
| ---------------------------------------------- |
| Milan 3. cím                                   |